# Beniamin (Lichomanow)
Beniamin, imię świeckie Nikołaj Lichomanow (ur. 2 października 1952 w Sokole) – biskup Rosyjskiego Kościoła Prawosławnego.

## Życiorys
Jest absolwentem wydziału mechaniczno-matematycznego Moskiewskiego Uniwersytetu Państwowego im. Michaiła Łomonosowa. Od 1975 do 1976 pracował w Instytucie matematyki i mechaniki Kazachskiej Akademii Nauk w Ałma-Acie, następnie kontynuował pracę zawodową. W 1978 ożenił się. 8 października 1978 metropolita jarosławski i rostowski Jan udzielił mu święceń diakońskich, zaś 14 października tego samego roku – kapłańskich. Ks. Nikołaj Lichomanow pracował w soborze Odnowienia Świątyni Zmartwychwstania Pańskiego w Jerozolimie w Tutajewie. W 1984 ukończył w trybie zaocznym moskiewskie seminarium duchowne, zaś w 1999 – Moskiewską Akademię Duchowną.
W 2002 jego małżeństwo zostało rozwiązane za obopólną zgodą; zarówno ks. Nikołaj Lichomanow, jak i jego żona postanowili wstąpić do monasterów. 13 marca 2003 złożył wieczyste śluby zakonne przed emerytowanym arcybiskupem jarosławskim Micheaszem, przyjmując imię Beniamin na cześć biskupa-nowomęczennika Beniamina (Woskriesienskiego). Od 2008 stoi na czele katedry teologii na uniwersytecie w Jarosławiu. 31 maja 2010 Święty Synod Rosyjskiego Kościoła Prawosławnego nominował go na biskupa rybińskiego, wikariusza eparchii jarosławskiej i rostowskiej. Uroczysta chirotonia miała miejsce 22 sierpnia 2010 w soborze Przemienienia Pańskiego w Monasterze Sołowieckim, przewodniczył jej patriarcha moskiewski i całej Rusi Cyryl.
W 2012 został pierwszym ordynariuszem nowo powstałej eparchii rybińskiej. Nosił tytuł biskupa rybińskiego i daniłowskiego, który w 2021 r. został zmieniony na tytuł biskupa rybińskiego i romanowsko-borisoglebskiego.